# Ioannis Masmanidis
Ioannis Masmanidis (görögül: Γιάννης Μασμανίδης [Jánisz Mazmanídisz]; Leverkusen, 1983. március 9. –) német-görög labdarúgó, a VfL Wolfsburg II középpályása.